# District Balvi
Het district Balvi (Balvu rajons) is een voormalig district in het oosten van Letland, in de Letse historische regio Letgallen. Het district bestond uit twee steden (pilsētas) en 19 gemeenten (pagasti) die allemaal een eigen lokaal bestuur hadden.
Deze steden en gemeenten zijn:
- Baltinavas pagasts
- Balvu pagasts
- Balvu pilsēta
- Bērzkalnes pagasts
- Bērzpils pagasts
- Briežuciema pagasts
- Krišjāņu pagasts
- Kubuļu pagasts
- Kupravas pagasts
- Lazdukalna pagasts
- Lazdulejas pagasts
- Medņevas pagasts
- Rugāju pagasts
- Susāju pagasts
- Šķilbēnu pagasts
- Tilžas pagasts
- Vectilžas pagasts
- Vecumu pagasts
- Vīksnas pagasts
- Viļakas pilsēta
- Žīguru pagasts

Het district werd opgeheven bij de administratief-territoriale herziening in 2009. 
Bij de opheffing zijn op het gebied van het district de volgende gemeenten gevormd:
- Baltinavas novads
- Balvu novads
- Rugāju novads
- Viļakas novads